# 傑夫·霍夫曼
傑弗瑞·羅伯茲·霍夫曼（英語：Jeffrey Robert Hoffman，1993年1月8日—），為美國職棒大聯盟的投手，目前效力於多倫多藍鳥。他先前曾效力於洛磯、紅人與費城人等隊。

## 職業生涯

### 多倫多藍鳥
2014年美國職棒大聯盟選秀，霍夫曼原被認為是狀元強力候選人之一。但是他因為受傷，導致他在首輪第9順位才被藍鳥選中。他從新人聯盟開啟職棒生涯，隔年升上1A，之後他順利升上2A，並投出6.1局失2分的好表現。

### 科羅拉多洛磯
2015年7月28日，藍鳥將霍夫曼、荷西·雷耶斯、米格爾·卡斯楚和Jesús Tinoco交易到洛磯，換來特洛伊·托洛維斯基和LaTroy Hawkins。
2016年，他從3A開季。期間他入選未來之星明星賽，並在8月20日登上大聯盟。該年他在大聯盟吞下4敗，隔年他繳出6勝5敗，防禦率5.89。2018年，霍夫曼幾乎都待在3A。2019年，他拿下2勝6敗，防禦率6.56。2020年，霍夫曼轉往牛棚發展，但他的防禦率卻高達9.28。

### 辛辛那提紅人
2020年11月25日，洛磯將霍夫曼和Case Williams交易到紅人，換來Robert Stephenson和Jameson Hannah。2021年，霍夫曼拿下3勝5敗，防禦率4.56。
2022年，他拿下2勝0敗，防禦率3.83。球季結束後，他遭到紅人指定讓渡，並在11月18日成為自由球員。

### 費城費城人
2023年2月26日，霍夫曼與雙城簽下小聯盟約。但他因為沒有入選開幕戰開季名單而跳脫合約，成為自由球員。
3月31日，霍夫曼與費城人簽下小聯盟合約。他在3A的防禦率高達7.00。後來霍夫曼發動跳脫條款，要求球隊在48小時內決定將他升上大聯盟或將他釋出。之後球隊讓他從牛棚出發，於5月4日買斷合約。霍夫曼也在這年破繭而出，繳出2.41的防禦率。季後賽方面，霍夫曼出賽8場，共投7局僅失2分。2024年，他與球隊續簽220萬美元的合約。

## 外部連結
- 球員資訊和成績在MLB，ESPN，Baseball-Reference，Fangraphs（英文）
- 傑夫·霍夫曼的X（前Twitter）